# Po životě
Po životě (v anglickém originále After.Life) je americký mysteriózní thriller z roku 2009, ve kterém spolu v hlavních rolích hrají Liam Neeson, Christina Ricci a Justin Long. Film režírovala Agnieszka Wójtowicz-Vosloo jako svůj celovečerní debut na základě svého vlastního scénáře.

## Zápletka
Anna Taylor (Christina Ricci), učitelka na vyšším stupni základní školy, se účastní pohřbu svého učitele klavíru a seznámí se tam se samotářským majitelem pohřebního domu, Eliotem Deaconem (Liam Neeson). Večer toho dne se Anna pohádá se svým přítelem Paulem (Justin Long), v rozrušení odjíždí a cestou nabourá. Zmatená, unavená a nevnímající se probudí v márnici, kde jí ředitel márnice, Eliot, čistí a zašívá ránu na hlavě, a do toho ji informuje, že umřela. Prozradí také Anně, že má dar pomáhat lidem přejít ze světa živých do světa mrtvých a pomoci jim přijmout fakt, že jsou mrtví. Divák se následně dozvídá, že Eliot mluví s mrtvými a má kolekci fotografií mrtvých, kterým pomohl na onen svět. Pravidelně Anně dává injekce s chemikálií na "uvolnění svalů a zabránění posmrtné ztuhlosti."
Anna se několikrát pokusí z márnice utéct, nikdy se jí to ale nepodaří. Eliot jí vysvětluje, že musí vzdát vzpomínek na život, který stejně nikdy pořádně nežila. Nakonec se Anně podaří ukrást Eliotovy klíče, utéct, a najít pokoj s telefonem, kterým se pokusí dovolat Paulovi a požádat ho o pomoc. Podaří se jí Paulovi dovolat, ale ten ji pořádně neslyší a nerozumí jí. Myslí si tak, že se jedná o nějaký špatný žert a zavěsí. Anna potom začne věřit, že skutečně umřela, když jí Eliot dovolí podívat se do zrcadla a ona se uvidí, vypadá mrtvolně. Nevšimne si ale, že její dech zamlzil zrcadlo, když se do něj dívala; Eliot zrcadlo rychle utře. Když Anna s Eliotem jdou domem, z venku je zahlédne jeden z Anniných studentů a řekne o tom Paulovi, který začne mít podezření, že je Anna stále naživu.
Během finálních příprav pohřbu, Anna se zeptá Eliota jestli by se mohla ještě naposledy vidět v zrcadle. Eliot jí podá malé zrcátku a když Anna vydechne, všimne si, že se její dech sráží na povrchu zrcátka. Anna si najednou uvědomí, že jí Eliot musel lhát, a že byla naživu celou dobu. Eliot ji tedy naposledy píchne injekci s chemikálií pro umrtvení. Na pohřbu, když se Paul dívá na její tělo v rakvi, snaží se mrknout, ale jeho pozornost upoutat nedokáže. Paul jí potom na prst nasadí snubní prsten, který jí chtěl dát v tu noc kdy se nabourala, prohlásí, že je Anna velice studená a políbí ji.
Po pohřbu Paul silně pije a řekne Eliotovi, že si byl jistý, že Anna nebyla mrtvá. Ve stejnou chvíli je Anna ukázána, jak se probouzí za zvuku hlíny padající na její rakev. Křičí a snaží se z rakve dostat, aby neumřela, přičemž si rozedře prsty až do krve. Když pomalu umírá udušením, Eliot vyzve Paula, že by se měl jít na hřbitov přesvědčit, jestli je Anna skutečně mrtvá, protože pokud by nebyla, nezbývá jí už moc času. Paul rychle nasedá do auta a pod vlivem alkoholu spěchá na hřbitov. Před tím, než dojede na hřbitov a najde Annu živou v jejím hrobě, je ve filmu podivný střih. Paulovi se podaří Annu vyhrabat, obejmou se a Anna řekne Paulovi, že ho vždy milovala. Když se objímají, Paul slyší podivné zvuky; Anna mu vysvětlí, že to jsou Eliotovy nůžky a rukavice na stole v márnici, kde Eliot připravuje Paulovo tělo. Paul sleduje Annu, jak mu mizí z náruče a následuje ostrý záblesk světel u hřbitova. O chvíli později se probudí v márnici a nad ním stojí Eliot a připravuje jeho tělo. Paul mu řekne, že viděl Annu, ale Eliot mu odpoví, že Paul na hřbitov nikdy nedojel, protože měl autonehodu při které zahynul. Paul vehementně tvrdí, že není mrtvý, že je na živu. Až do chvíle, kdy mu Eliot hluboko do hrudníku nezavede trokar

## Herecké obsazení
| Postava           | Herec               |
| ----------------- | ------------------- |
| Anna Taylor       | Christina Ricci     |
| Eliot Deacon      | Liam Neeson         |
| Paul Coleman      | Justin Long         |
| Beatrice Taylor   | Celia Weston        |
| Jack              | Chandler Canterbury |
| Paní Whitehallová | Rosemary Murphy     |

## Vydání filmu
Film Po životě měl světovou premiéru na filmovém festival Amerického Filmového Institutu v Los Angeles 7. listopadu 2009. Práva na uvedení filmu v USA a v UK nakoupila společnost Anchor Bay Entertainment, ale film vydala jen v minimálním počtu kin a byl označen přístupností od 18 let. V České republice byl film původně poprvé 21. 9. 2011 vydán pouze na DVD.
Začátkem roku 2013 byl film zpřístupněn v české lokalizaci přes internetový obchod iTunes.